# Coffin-Siris-Syndrom

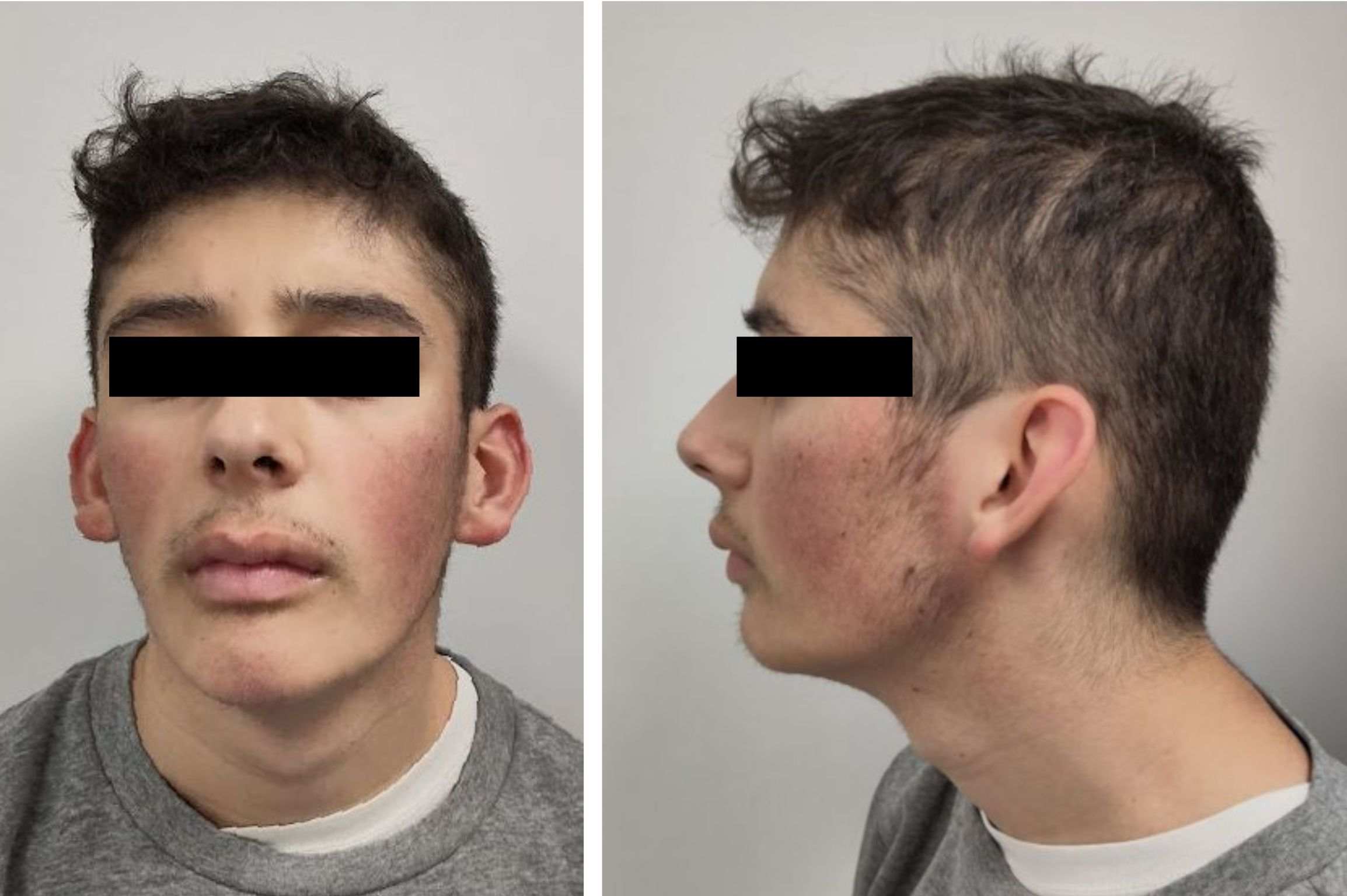

Das Coffin–Siris-Syndrom ist eine sehr seltene angeborene Erkrankung mit den Hauptmerkmalen Hypoplasie der Finger- und Zehenknochen (Phalangen), Nagelhypoplasie, Minderwuchs und Intelligenzminderung.
Synonyme sind: englisch Fifth Digit Syndrome
Die Bezeichnung bezieht sich auf die Autoren der Erstbeschreibung aus dem Jahre 1970 durch den US-amerikanischen Pädiater Grange S. Coffin (* 1923) und die Radiologin Evelyn Siris (1914–1987).

## Verbreitung
Die Häufigkeit wird mit unter 1 zu 1.000.000 angegeben, bislang wurde über etwa 150 Betroffen berichtet. Die Vererbung erfolgt entweder autosomal-rezessiv oder autosomal-dominant, meistens handelt es sich allerdings um Neumutationen.
Das weibliche Geschlecht ist wesentlich häufiger betroffen (im Verhältnis 4 zu 1).

## Ursache
Je nach zugrunde liegender Mutation können folgende Typen unterschieden werden:
- CSS Typ 1 Mutationen im ARID1B-Gen auf Chromosom 6 Genort q25.3[8]
- CSS Typ 2 Mutationen im ARID1A-Gen auf Chromosom 1 an p36.11[9]
- CSS Typ 3 Mutationen im SMARCB1-Gen auf Chromosom 22 an q11.23[10]
- CSS Typ 4 Mutationen im SMARCA4-Gen auf Chromosom 19 an p13.2[11]
- CSS Typ 5 Mutationen im SMARCE1-Gen auf Chromosom 17 an q21.2[12]
- CSS Typ 6 Mutationen im ARID2-Gen auf Chromosom 12 an q12[13]
- CSS Typ 7 Mutationen im DPF2-Gen auf Chromosom 11 an q13.1[14]
- CSS Typ 8 Mutationen im SMARCC2-Gen auf Chromosom 12 an q13.2[15]
- CSS Typ 9 Mutationen im SOX11-Gen auf Chromosom 2 an p25.2[16]
- CSS Typ 11 Mutationen im SMARCD1-Gen auf Chromosom 12 an q13.12[17]

## Klinische Erscheinungen
Klinische Kriterien sind:
- bereits intrauterin beginnende Wachstumsretardierung
- Mikrozephalie, Brachyzephalie
- Epilepsie
- Behaarungsauffälligkeiten: spärliches Kopfhaar beim Säugling,  Hypertrichose an Rücken, Oberarm und Oberschenkel
- Gesichtsauffälligkeiten bereits bei Geburt: buschige Augenbrauen, Epikanthus,  enge Lidspalten, Strabismus, kurze und breite Nase,  verstrichenes Philtrum, Makroglossie, kleine Zähne (Mikrodontie) mit Zahnschmelzhypoplasie,  dysplastische Ohren
- Hypoplasie der Phalangen und Nägel, in späteren Jahren weniger werdend, hauptsächlich 5. Strahl betroffen, 1. nur selten, Klinodaktylie
- überbewegliche Gelenke, gehäuft Hüftluxationen
- verzögertes Knochenalter
- gehäuft Atemwegsinfekte

Hinzu können Skoliose oder Hühnerbrust treten.

## Diagnose
Die Diagnose ergibt sich aus den hauptsächlichen klinischen Befunden und kann durch humangenetische Untersuchungen gesichert werden. Veränderungen am Kleinfinger müssen nicht immer vorhanden sein.
In der Bildgebenden Diagnostik finden sich Störungen der Migrationsstörung, Heterotopien oder eine verminderte Gyrierung.

## Differentialdiagnose
Abzugrenzen sind:
- Nicolaides–Baraitser-Syndrom
- BOD-Syndrom
- DOOR-Syndrom
- Mabry-Syndrom
- Rubinstein-Taybi-Syndrom
- Cornelia-de-Lange-Syndrom
- Börjeson-Forssman-Lehmann-Syndrom
- Wiedemann-Steiner-Syndrom
- Dihydantoin-Embryopathie

## Behandlung
Eine Behandlung ist derzeit nur symptomatisch möglich.

## Heilungsaussicht
Die Prognose wird durch eventuelle Aspirationspneumonien und  Krampfanfälle beeinträchtigt. Außerdem besteht ein erhöhtes Risiko auf Neoplasien.